# ريزال
ريزال (بالإنجليزية: Rizal)‏ هي محافظة تقع في الفلبين في كالابارزون. يقدر عدد سكانها بـ 2,484,840 نسمة ومساحتها 1,191.94 كم2 .

## أعلام
- فيث آن
- أليكس غونزاغا